# U Make Me Wanna
A U Make Me Wanna Jadakiss amerikai rapper és Mariah Carey énekesnő dala, mely Jadakiss második szólóalbumán, a Kiss of Deathen hallható. 2004-ben jelent meg, az album harmadik kislemezeként; Jadakiss harmadik, Mariah huszonhatodik Top 40 dala volt az Egyesült Államokban. A keleties stílusú dal producere Scott Storch volt.
Jadakiss és Carey korábban két dalon dolgoztak együtt: a Honey Bad Boy remixén (melyben Jadakiss a The Lox tagjaként szerepelt), és a Miss You-n, mely Carey Charmbracelet című albumára készült (2002), végül azonban csak később jelent meg. Később ismét együtt dolgoztak a We Belong Together című Carey-dal DJ Clue által készített remixén (2005). A U Make Me Wanna az egyetlen Jadakiss-Carey együttműködés, ami szerepel Jadakiss egy albumán, és ami nem szerepel Carey egyik albumán sem.
A dal refrénjét Mariah találta ki; amikor meghallotta a dal instrumentális változatát, spontán elkezdte énekelni, hogy K-I-S-S me.

## Fogadtatása
A dal már 2004 júniusától letölthető volt, de csak novemberben került fel a Billboard Hot 100 slágerlistára, a 75. helyre. A 26. helyig kapaszkodott fel a slágerlistán, ezzel az album többi kislemezéhez mérten közepes sikere volt: az első kislemez, a Time’s Up nem került be a Top 40-be, a második, a Why pedig majdnem bekerült a Top 10-be. A U Make Me Wanna a Billboard Hot R&B/Hip-Hop Singles & Tracks slágerlistáján a Top 10-be került. Mivel az Egyesült Államokban nem jelent meg kereskedelmi forgalomba kerülő kislemezen, a slágerlistás helyezését csak a rádiós játszásoknak köszönhette. A dal tizenhárom hétig maradt a Hot 100-ban.

## Videóklip és remixek
A dal videóklipjét Sanaa Hamri rendezte, és a Los Angeles-i Prey Clubban forgatták. A klipben Jadakiss egy nyaralóban látható egy nővel; Carey csak a klip végén szerepel, egy csapat embernek énekel. Mariah akarta a női főszerepet játszani a klipben, de a menedzsmentje nem engedte.

## Helyezések
| Slágerlista (2004)                  | Legmagasabb helyezés |
| ----------------------------------- | -------------------- |
| USA Billboard Hot 100               | 21                   |
| USA Billboard Hot R&B/Hip-Hop Songs | 8                    |
| USA Billboard Hot Rap Tracks        | 9                    |
| USA Billboard Rhythmic Top 40       | 34                   |